# Lac Yashilkul
Le lac Yashilkul est un lac situé au Tadjikistan, dans le Pamir Alitshur, traversé par le Gunt.